# Changement conformationnel

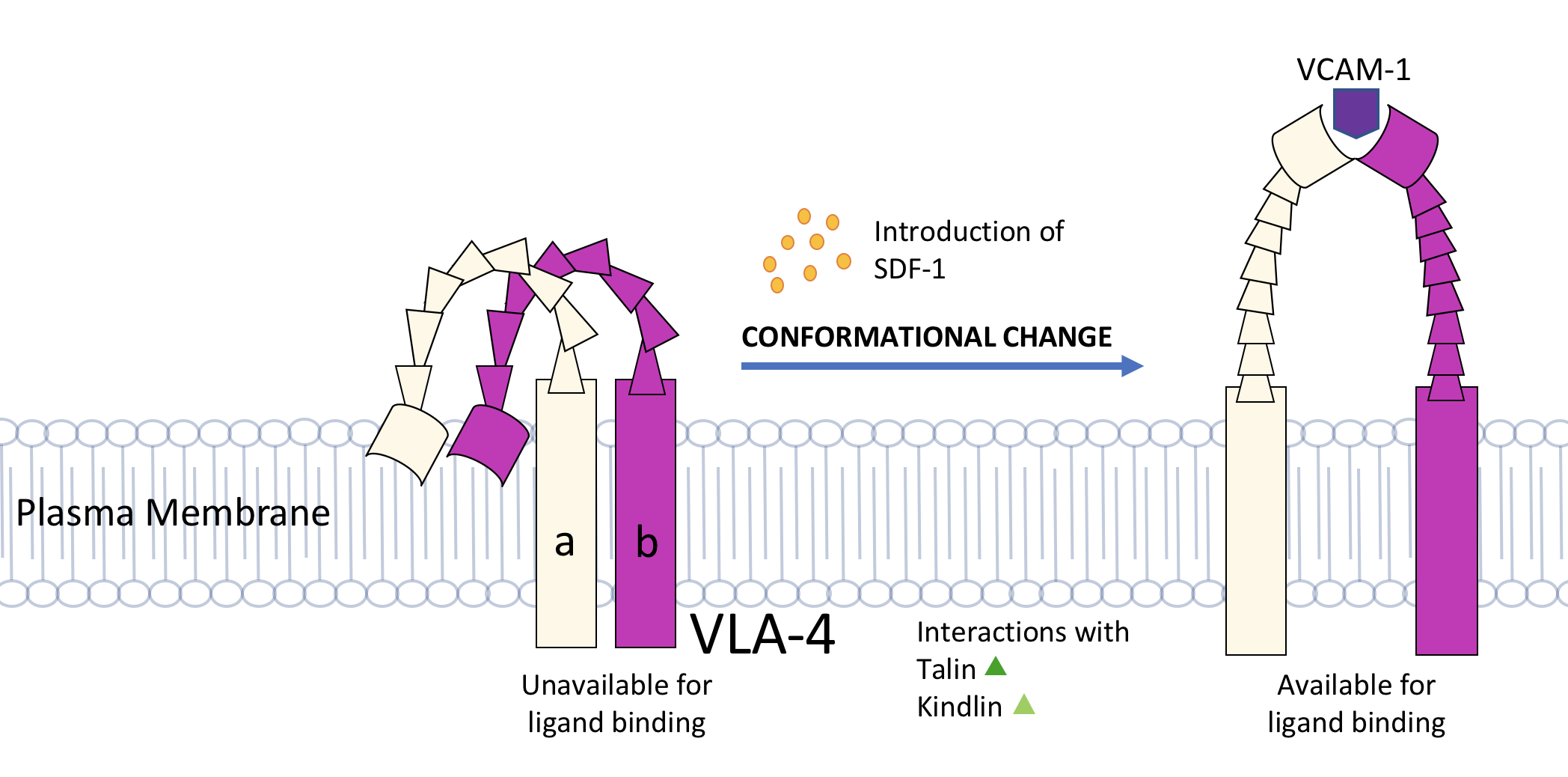
Exemple de changement conformationnel

En biochimie, un changement conformationnel est la transition entre deux géométries moléculaires, souvent induite par des facteurs environnementaux.
Une macromolécule est le plus souvent flexible et dynamique, chaque configuration tridimensionnelle possible définissant une conformation. La forme d'une macromolécule peut se modifier en réponse à un changement dans les paramètres environnementaux tels que la température, le pH (acidité, basicité), le champ électrique, la salinité, la lumière (sur les chromophores), la phosphorylation ou la liaison d'un ligand. Ces modifications structurelles peuvent être d'ampleur variable, de l'ordre de quelques dizaines de picomètres jusqu'au nanomètre, et de rapidité également très variable, de l'ordre de la nanoseconde jusqu'à la seconde ; elles sont associées à des phénomènes physiologiques tels que l'allostérie et la catalyse des enzymes.
Les changements conformationnels jouent un rôle fonctionnel important pour toute une variété de protéines, par exemple :
- les canaux ioniques[3] ;
- la catalyse enzymatique[4] ;
- la formation de complexes de protéines (en)[5] ;
- les mécanorécepteurs et la mécanotransduction (en)[6] ;
- la motilité et les protéines motrices[7] ;
- la régulation de la cinétique enzymatique[8]
- les transporteurs ABC[9] ;
- le transport membranaire de métabolites[10].

Il existe de nombreuses techniques biophysiques permettant d'étudier les changements conformationnels des macromolécules, comme la cristallographie, la résonance magnétique nucléaire (RMN), la résonance paramagnétique électronique (RPE) avec une sonde radicalaire, le dichroïsme circulaire, l'échange hydrogène-deutérium (en) et le transfert d'énergie entre molécules fluorescentes (FRET). L'interférométrie par double polarisation permet quant à elle de mesurer les changements conformationnels des biomolécules en temps réel et à très haute résolution.
Une méthode spécifique d'optique non linéaire, dite de génération de seconde harmonique (doublage de fréquence), est applicable à l'étude des changements conformationnels des protéines.